# 緒奈もえ
緒奈 もえ（おな もえ、1996年12月15日 - ）は、日本のAV女優。ジュンプロモーション所属。

## 略歴・人物
2016年1月、アダルトビデオメーカー・kawaii*の専属女優としてAVデビュー。
芸名の「緒奈もえ」は、本人がオナニーが大好きだと言ったことから命名された。
趣味はショッピング・動物園へ行くこと、特技は絵を描くこと。大学ではデザインを専攻。
2017年2月9日、kawaii*の専属を離れることをツイッターで発表。
その後、ツイッターが削除され、所属事務所のホームページからプロフィールが削除された。

## 出演作品

### アダルトDVD
2016年
- 美少女発掘!!現役女子大生 kawaii*専属 AVデビュー!!（1月25日、kawaii*）
- 潮吹き痙攣大絶頂! 現役女子大生の激イキ初体験セックス（2月25日、kawaii*）
- 濃厚な接吻と本能で感じる汁まみれ濃密性交（3月25日、kawaii*）
- 大好きなオナニーを限界まで禁止されおま●こグチョグチョ性欲開放エビ反りガンギマリFUCK（4月25日、kawaii*）
- 中年男と出会ったその日に狂ったようにハメまくる変態ケダモノSEX（5月25日、kawaii*）
- はじめての中出し（6月25日、kawaii*）
- 女子校生調教レ●プ固め（7月25日、kawaii*）
- 1日8回ヌイてくれるスレンダー美少女の吸いつきご奉仕 風俗フルコース4時間（8月25日、kawaii*）
- はじめての放尿と失禁。 恥ずかしさと快感が止まらない尿浸し絶頂お漏らしFUCK（9月25日、kawaii*）
- スベスベの長い脚で学校中の視線を独占する 絶対領域スレンダー女子校生（10月25日、kawaii*）
- 絶頂と放心を繰り返す異常な3本番 完全ノーカット（12月19日、kawaii*）

2017年
- 男くっさ〜いおち●ぽが大好きなディープフェラ専門 おしゃぶり彼女♥（1月1日、kawaii*）
- 手脚の長〜いスレンダー美少女の愛情200% 超濃厚包み込みSEX（2月1日、kawaii*）
- 長い脚を弄られ中出し立ちバック痴漢される女子校生（3月7日、kawaii*）
- 時×停止club 〜生オナホにされる少女達〜（5月1日、MOODYZ）
- 恥辱の教育実習生 12（5月25日、アタッカーズ）
- 夫の目の前で犯されて－ -復讐のシナリオ-（6月19日、アタッカーズ）
- 隣人交換 2（7月25日、アタッカーズ）共演:水城奈緒
- 緒奈もえ初ベスト kawaii* 全作品コンプリート8時間（7月25日、kawaii*）※ベスト版
- 緒奈もえの初めてのギャルで筆おろし（9月1日、BeFree）※AV OPEN 2017 ドキュメンタリー部門エントリー作品
- 従順雌奴隷（9月7日、アタッカーズ）
- M男クンのアパートの鍵、貸します。（10月5日、ワープエンタテインメント）
- 最高の愛人と、最高の中出し性交。 19（10月6日、プレステージ）※「もえ」名義
- 破天荒すぎるド素人娘（10月13日、S級素人）他出演:ゆりな、あん、すみれ
- 美太もも家庭教師の絶対領域誘惑（10月25日、プレミアム）
- 働く美女と性交（11月3日、ドリームチケット）
- 舌でチロチロ焦らしてグッポグッポ咥え込む! チンシャブ大好き美女の腰抜けフェラテク魅・せ・て・あ・げ・る♥（11月7日、痴女ヘブン）
- 美脚でウブな女子大生限定企画! 早漏くんのSEXの練習相手になってください。 ドキドキ素股だけのはずがヌプっと入って優しく騎乗位ナマ中出し!（11月7日、ナンパJAPAN）※「えりな」名義　他出演:りな、まい、りさ
- 軟派即日セックス（11月10日、S級素人）※「Mさん」名義
- W初レズ! ツンデレな先輩と甘えん坊な後輩の学校こっそりレズえっち（11月19日、レズれ!）共演:五十嵐星蘭
- コスプレキャノンボール コスプレで繋がりコスプレで紡ぐリアルドキュメント RUN.01（11月24日、プレステージ）
- S級モニタリング 女性に「マッサージを受けてみませんか?」と声をかけられて安心してついてきたS級素人娘たち! レズマッサージでイキまくって感度MAXのときに男と入れ替わって生ち●ぽを挿入!中出し!（12月8日、S級素人）共演:横山夏希　他出演:七海ゆあ、美波杏、若月まりあ
- 痙攣絶頂オイルマッサージ マン汁垂れ流し監禁中出しエステ（12月25日、溜池ゴロー）
- 夫婦で挑戦! 夫が緒奈もえの凄テクを20分我慢できたら賞金! 2回イカされちゃったら妻が寝取られ中出しSEX!!（12月25日、はじめ企画）共演:さつき、じゅんこ、ともこ

2018年
- 指圧師にお尻もみもみされた妻（1月7日、JET映像）
- SEXの逸材。 VOL.09 ドスケベ素人の衝撃的試し撮り 性癖をこじらせてプレステージに自らやって来た本物素人さん達の顛末（1月19日、プレステージ）※「もえ」名義　他出演:ともみ、あおい、まい
- ラグジュTV×PRESTIGE PREMIUM 09（2月23日、プレステージ）※「小田萌咲」名義　他出演:涼宮遙香、美穂、北澤優香、月島あいり、朝倉紗那、愛音まりあ、りの、春野咲、若槻みれい
- 何度イッテもチ●ポを離さない汁漬け汗だくぶっ壊れオンナ（3月2日、ワープエンタテインメント）
- ノーモザイク・レズれ! director select ver.（3月19日、レズれ!）共演:五十嵐星蘭　他出演:澁谷果歩、涼川絢音、原美織、霧島さくら、生田みく、桐嶋りの、前田可奈子、葵紫穂、春原未来、碧しの、加藤ツバキ

### VR
- Mさん(20歳)中野在住 大学生（2017年10月11日、S級素人VR）※「Mさん」名義
- 接吻しまくり淫口よだれOL（2017年11月17日、ワープエンタテインメント）

### イメージDVD
- 緒奈もえはオレのカノジョ。（2016年7月25日、GARDEN）
- Moe お嬢様、色気が溢れすぎてますぞ!!（2017年3月16日、REbecca）

## 書籍

### 雑誌
- 週刊プレイボーイ 2016年6月6日号（集英社） - 「祝!! G7伊勢志摩サミット開催 人気AV女優自慰7」
- 週刊大衆 2016年9月26日号（双葉社） - 「AV美少女6人「私生活エロ写真」」
- 週刊大衆 2017年2月27日号（双葉社） - 「9頭身ヘアヌード」
- 週刊大衆 2017年5月22日号（双葉社） - 「AV女優65人「名器のヒミツ大研究」」

### その他
- ビジュアルヌード・ポーズBOOK act 緒奈もえ（2017年8月28日、二見書房、撮影:長谷川朗）

## テレビ
- 緒奈もえのオナ燃えしていいかしら?（2016年8月18日、エンタ!959）
- 阿部乃ちゃんねる（2017年8月4日、エンタ!959）

## ラジオ
- 木曜JUNK おぎやはぎのメガネびいき（2016年12月15日、TBSラジオ）